# 62. Międzynarodowy Festiwal Filmowy w Cannes
62. Międzynarodowy Festiwal Filmowy w Cannes odbył się w dniach 13−24 maja 2009 roku. Imprezę otworzył pokaz amerykańskiego filmu Odlot w reżyserii Pete’a Doctera. Był to pierwszy w historii festiwalu film otwarcia w technologii 3-D, a zarazem pierwsza animacja. W konkursie głównym zaprezentowanych zostało 20 filmów pochodzących z 13 różnych krajów.
Jury pod przewodnictwem francuskiej aktorki Isabelle Huppert przyznało nagrodę główną festiwalu, Złotą Palmę, austriackiemu filmowi Biała wstążka w reżyserii Michaela Hanekego. Drugą nagrodę w konkursie głównym, Grand Prix, przyznano francuskiemu obrazowi Prorok w reżyserii Jacques’a Audiarda.
Oficjalny plakat promocyjny festiwalu przedstawiał fotos z filmu Przygoda (1960) Michelangelo Antonioniego. Galę otwarcia i zamknięcia festiwalu prowadził francuski aktor Édouard Baer.

## Członkowie jury

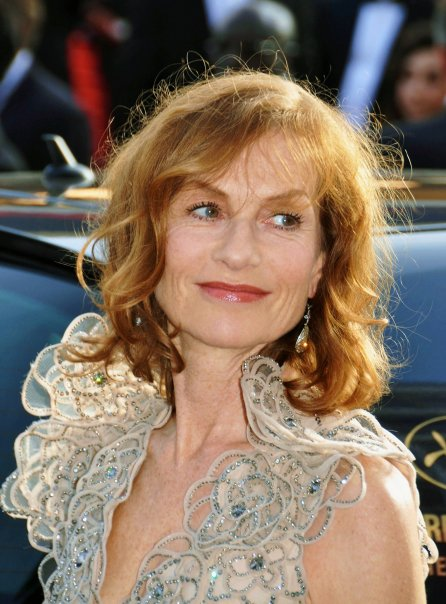
Przewodnicząca jury konkursu głównego Isabelle Huppert.

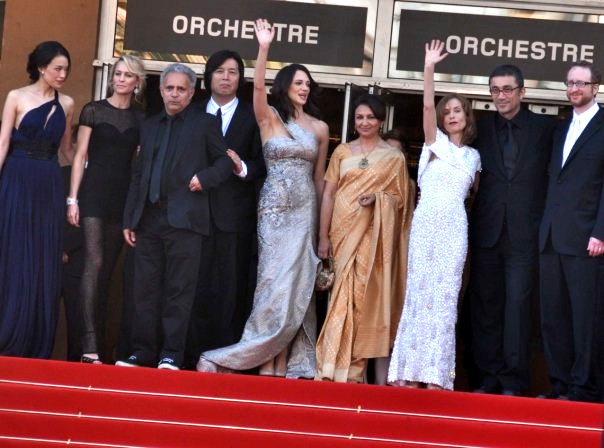
Jury konkursu głównego.

### Konkurs główny
- Isabelle Huppert, francuska aktorka − przewodnicząca jury[7]
- Asia Argento, włoska aktorka
- Nuri Bilge Ceylan, turecki reżyser
- Lee Chang-dong, koreański reżyser
- James Gray, amerykański reżyser
- Hanif Kureishi, brytyjski pisarz
- Shu Qi, tajwańska aktorka
- Sharmila Tagore, indyjska aktorka
- Robin Wright, amerykańska aktorka

### Sekcja „Un Certain Regard”
- Paolo Sorrentino, włoski reżyser − przewodniczący jury
- Uma Da Cunha, indyjska dyrektorka castingu
- Julie Gayet, francuska aktorka
- Piers Handling, dyrektor MFF w Toronto
- Marit Kapla, dyrektorka MFF w Göteborgu

### Cinéfondation i filmy krótkometrażowe
- John Boorman, brytyjski reżyser − przewodniczący jury
- Bertrand Bonello, francuski reżyser
- Férid Boughedir, tunezyjski reżyser
- Leonor Silveira, portugalska aktorka
- Zhang Ziyi, chińska aktorka

### Złota Kamera – debiuty reżyserskie
- Roschdy Zem, francuski aktor − przewodniczący jury
- Diane Baratier, francuska operatorka filmowa
- Olivier Chiavassa, przedstawiciel Fédération des Industries Techniques
- Sandrine Ray, francuska reżyserka
- Charles Tesson, francuski krytyk filmowy
- Édouard Waintrop, dyrektor artystyczny MFF we Fryburgu

## Selekcja oficjalna

### Otwarcie i zamknięcie festiwalu
|             | Tytuł               | Reżyseria   | Kraj produkcji    |
| ----------- | ------------------- | ----------- | ----------------- |
| Otwierający | Odlot               | Pete Docter | Stany Zjednoczone |
| Zamykający  | Chanel i Strawiński | Jan Kounen  | Francja           |

### Konkurs główny
Następujące filmy zostały wyselekcjonowane do udziału w konkursie głównym o Złotą Palmę:
| Tytuł polski             | Tytuł oryginalny                            | Reżyseria         | Kraj produkcji    |
| ------------------------ | ------------------------------------------- | ----------------- | ----------------- |
| Początek                 | À l'origine                                 | Xavier Giannoli   | Francja           |
| Przerwane objęcia        | Los abrazos rotos                           | Pedro Almodóvar   | Hiszpania         |
| Antychryst               | Antichrist                                  | Lars von Trier    | Dania             |
| Pragnienie               | 박쥐 Bakjwi                                 | Park Chan-wook    | Korea Południowa  |
| Jaśniejsza od gwiazd     | Bright Star                                 | Jane Campion      | Wielka Brytania   |
| Noce wiosennego upojenia | 春风沉醉的晚上 Chun feng chen zui de ye wan | Lou Ye            | Chiny             |
| Wkraczając w pustkę      | Enter the Void                              | Gaspar Noé        | Francja           |
| Fish Tank                | Fish Tank                                   | Andrea Arnold     | Wielka Brytania   |
| Zemsta                   | 復仇 Fuk sau                                | Johnnie To        | Hongkong          |
| Szalone trawy            | Les herbes folles                           | Alain Resnais     | Francja           |
| Bękarty wojny            | Inglourious Basterds                        | Quentin Tarantino | Stany Zjednoczone |
| Kinatay                  | Kinatay                                     | Brillante Mendoza | Filipiny          |
| Szukając Erica           | Looking for Eric                            | Ken Loach         | Wielka Brytania   |
| Mapa dźwięków Tokio      | Map of the Sounds of Tokyo                  | Isabel Coixet     | Hiszpania         |
| Prorok                   | Un prophète                                 | Jacques Audiard   | Francja           |
| Zdobyć Woodstock         | Taking Woodstock                            | Ang Lee           | Stany Zjednoczone |
| Czas, który pozostał     | الزمن الباقي The Time That Remains          | Elia Suleiman     | Palestyna         |
| Zwycięzca                | Vincere                                     | Marco Bellocchio  | Włochy            |
| Twarz                    | Visage                                      | Tsai Ming-liang   | Tajwan            |
| Biała wstążka            | Das weiße Band                              | Michael Haneke    | Austria           |

### Sekcja „Un Certain Regard”
Następujące filmy zostały wyświetlone na festiwalu w ramach sekcji "Un Certain Regard":
| Tytuł polski                    | Tytuł oryginalny                                                        | Reżyseria                                                                           | Kraj produkcji    |
| ------------------------------- | ----------------------------------------------------------------------- | ----------------------------------------------------------------------------------- | ----------------- |
| Upalne brazylijskie lato        | À Deriva                                                                | Heitor Dhalia                                                                       | Brazylia          |
| Opowieści Złotego Wieku         | Amintiri din epoca de aur                                               | Hanno Höfer, Razvan Marculescu, Cristian Mungiu, Constantin Popescu i Ioana Uricaru | Rumunia           |
| Car                             | Царь Car                                                                | Pawieł Łungin                                                                       | Rosja             |
| Jutro o świcie                  | Demain dès l’aube                                                       | Denis Dercourt                                                                      | Francja           |
| Oczy szeroko otwarte            | עיניים פקוחות Einayim Petukhoth                                         | Haim Tabakman                                                                       | Izrael            |
| Independencia                   | Independencia                                                           | Raya Martin                                                                         | Filipiny          |
| Irène                           | Irène                                                                   | Alain Cavalier                                                                      | Francja           |
| Nikt nie rozumie perskich kotów | کسی از گربه های ایرانی خبر نداره Kasi az gorbehaye irani khabar nadareh | Bahman Ghobadi                                                                      | Iran              |
| Dmuchana lala                   | 空気人形 Kūki ningyō                                                    | Hirokazu Koreeda                                                                    | Japonia           |
| Kieł                            | Κυνόδοντας Kynodontas                                                   | Jorgos Lantimos                                                                     | Grecja            |
| Matka                           | 마더 Madeo                                                              | Bong Joon-ho                                                                        | Korea Południowa  |
| Umrzeć jak mężczyzna            | Morrer Como Um Homem                                                    | João Pedro Rodrigues                                                                | Portugalia        |
| Nimfa                           | นางไม้ Nang mai                                                          | Pen-Ek Ratanaruang                                                                  | Tajlandia         |
| Ojciec moich dzieci             | Le père de mes enfants                                                  | Mia Hansen-Løve                                                                     | Francja           |
| Policjant, przymiotnik          | Poliţist, adjectiv                                                      | Corneliu Porumboiu                                                                  | Rumunia           |
| Hej, skarbie                    | Precious                                                                | Lee Daniels                                                                         | Stany Zjednoczone |
| Samson i Dalila                 | Samson and Delilah                                                      | Warwick Thornton                                                                    | Australia         |
| Bajka o mroku                   | Сказка про темноту Skazka pro tiemnotu                                  | Nikołaj Chomeriki                                                                   | Rosja             |
| Wietrzne podróże                | Los viajes del viento                                                   | Ciro Guerra                                                                         | Kolumbia          |
| Milcząca armia                  | Wit licht                                                               | Jean van de Velde                                                                   | Holandia          |

### Pokazy pozakonkursowe
Następujące filmy zostały wyświetlone na festiwalu w ramach pokazów pozakonkursowych:
| Tytuł polski                              | Tytuł oryginalny                    | Reżyseria                       | Kraj produkcji    |
| ----------------------------------------- | ----------------------------------- | ------------------------------- | ----------------- |
| Agora                                     | Agora                               | Alejandro Amenábar              | Hiszpania         |
| Bojownicy z czerwonego afisza             | L'armée du crime                    | Robert Guédiguian               | Francja           |
| Chanel i Strawiński                       | Coco Chanel & Igor Stravinsky       | Jan Kounen                      | Francja           |
| Wrota do piekieł                          | Drag Me to Hell                     | Sam Raimi                       | Stany Zjednoczone |
| Parnassus: Człowiek, który oszukał diabła | The Imaginarium of Doctor Parnassus | Terry Gilliam                   | Wielka Brytania   |
| Nie oglądaj się                           | Ne te retourne pas                  | Marina de Van                   | Francja           |
| Miasteczko Panika                         | Panique au village                  | Stéphane Aubier i Vincent Patar | Belgia            |
| Odlot                                     | Up                                  | Pete Docter                     | Stany Zjednoczone |

### Pokazy specjalne
Następujące filmy zostały wyświetlone na festiwalu w ramach pokazów specjalnych:
| Tytuł polski                             | Tytuł oryginalny                                 | Reżyseria                     | Kraj produkcji   |
| ---------------------------------------- | ------------------------------------------------ | ----------------------------- | ---------------- |
| Popiół i krew                            | Cendres et sang                                  | Fanny Ardant                  | Francja          |
| Cierń w sercu                            | L'épine dans le coeur                            | Michel Gondry                 | Francja          |
| Jaffa                                    | כלת הים Kalat hayam                              | Keren Yedaya                  | Izrael           |
| Manila                                   | Manila                                           | Adolfo Alix Jr. i Raya Martin | Filipiny         |
| Powiedz mi, kim jesteś                   | Min Ye                                           | Souleymane Cissé              | Mali             |
| Mój sąsiad, morderca                     | Mon voisin, mon tueur                            | Anne Aghion                   | Francja          |
| Oko cyklonu                              | No Meu Lugar                                     | Eduardo Valente               | Brazylia         |
| Portret zbiorowy z dziećmi i motocyklami | Portrait de groupe avec enfants et motocyclettes | Pierre-William Glenn          | Francja          |
| Petenci                                  | 上访 Shangfang                                   | Zhao Liang                    | Chiny            |
| Całkiem nowe życie                       | 여행자 Yeo-haeng-ja                              | Ounie Lecomte                 | Korea Południowa |

## Laureaci nagród

### Konkurs główny
Złota Palma

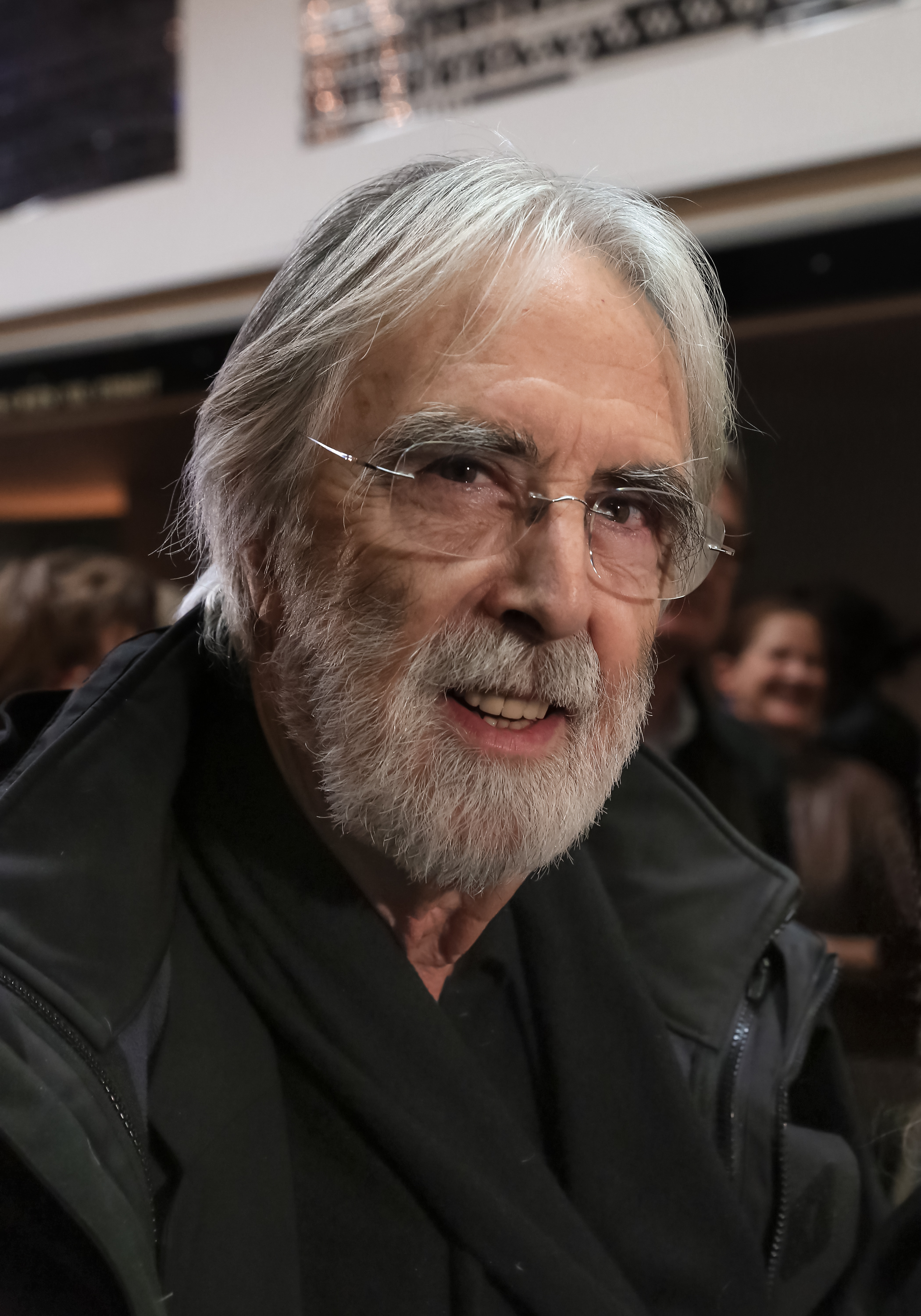
Laureat Złotej Palmy Michael Haneke.

- Biała wstążka, reż. Michael Haneke

Grand Prix
- Prorok, reż. Jacques Audiard

Nagroda Jury
- Fish Tank, reż. Andrea Arnold
- Pragnienie, reż. Park Chan-wook

Najlepsza reżyseria
- Brillante Mendoza − Kinatay

Najlepsza aktorka
- Charlotte Gainsbourg − Antychryst

Najlepszy aktor
- Christoph Waltz − Bękarty wojny

Najlepszy scenariusz
- Mei Feng − Noce wiosennego upojenia

Nagroda specjalna za całokształt twórczości
- Alain Resnais

### Sekcja „Un Certain Regard”
Nagroda Główna

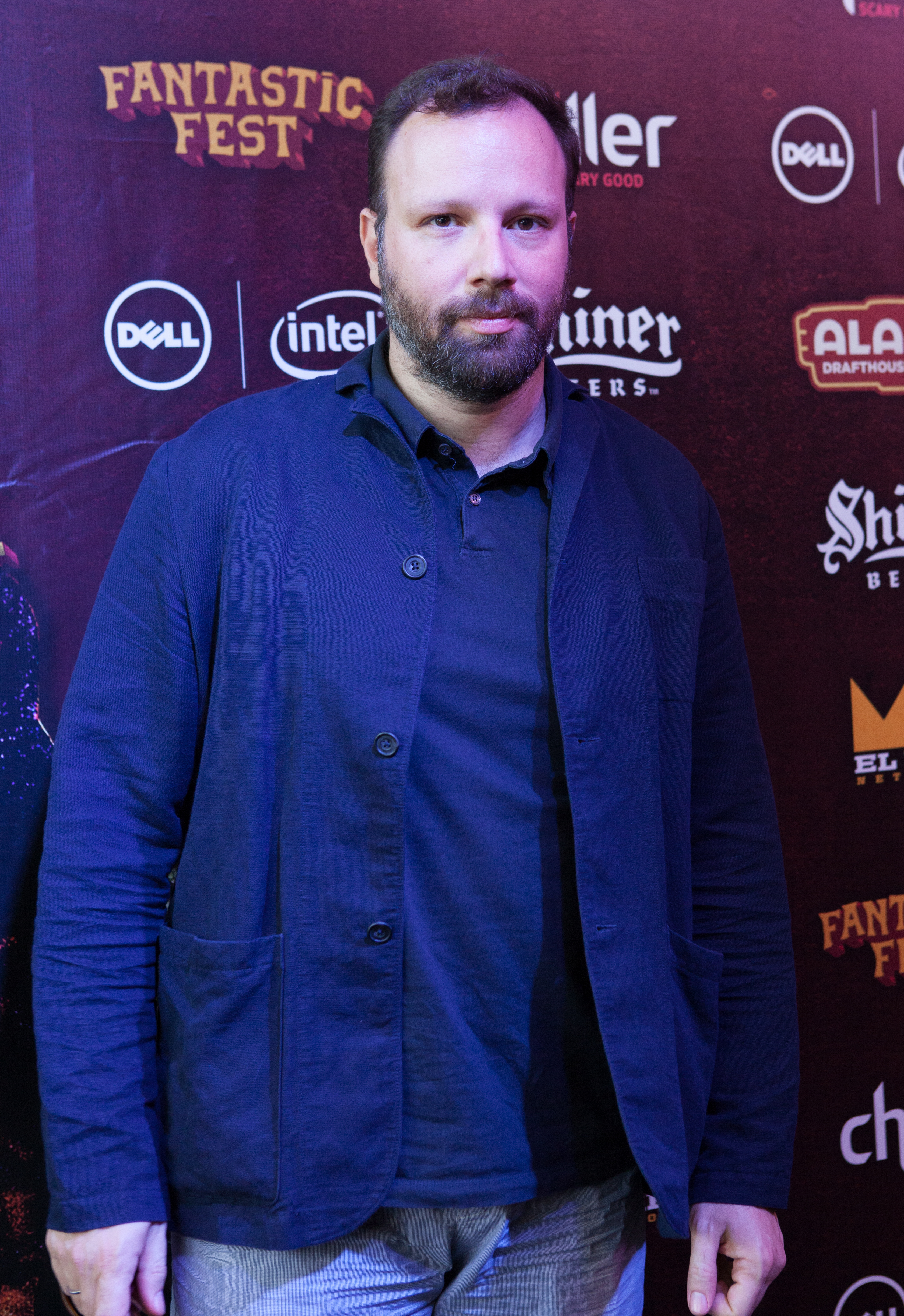
Zdobywca Nagrody Głównej w sekcji „Un Certain Regard” Jorgos Lantimos.

- Kieł, reż. Jorgos Lantimos

Nagroda Jury
- Policjant, przymiotnik, reż. Corneliu Porumboiu

Nagroda Specjalna Jury
- Nikt nie rozumie perskich kotów, reż. Bahman Ghobadi
- Ojciec moich dzieci, reż. Mia Hansen-Løve

### Konkurs filmów krótkometrażowych
Złota Palma dla najlepszego filmu krótkometrażowego
- Arena, reż. João Salaviza

Wyróżnienie Specjalne
- Bohater za 6,50 $, reż. Mark Albiston i Louis Sutherland

Nagroda Cinéfondation dla najlepszej etiudy studenckiej
- I miejsce:  Wiedźma, reż. Zuzana Kirchnerová
- II miejsce:  Goodbye, reż. Song Fang
- III miejsce:  Dyplom, reż. Yaelle Kayam /  Nammae ui jip, reż. Jo Sung-hee

### Wybrane pozostałe nagrody

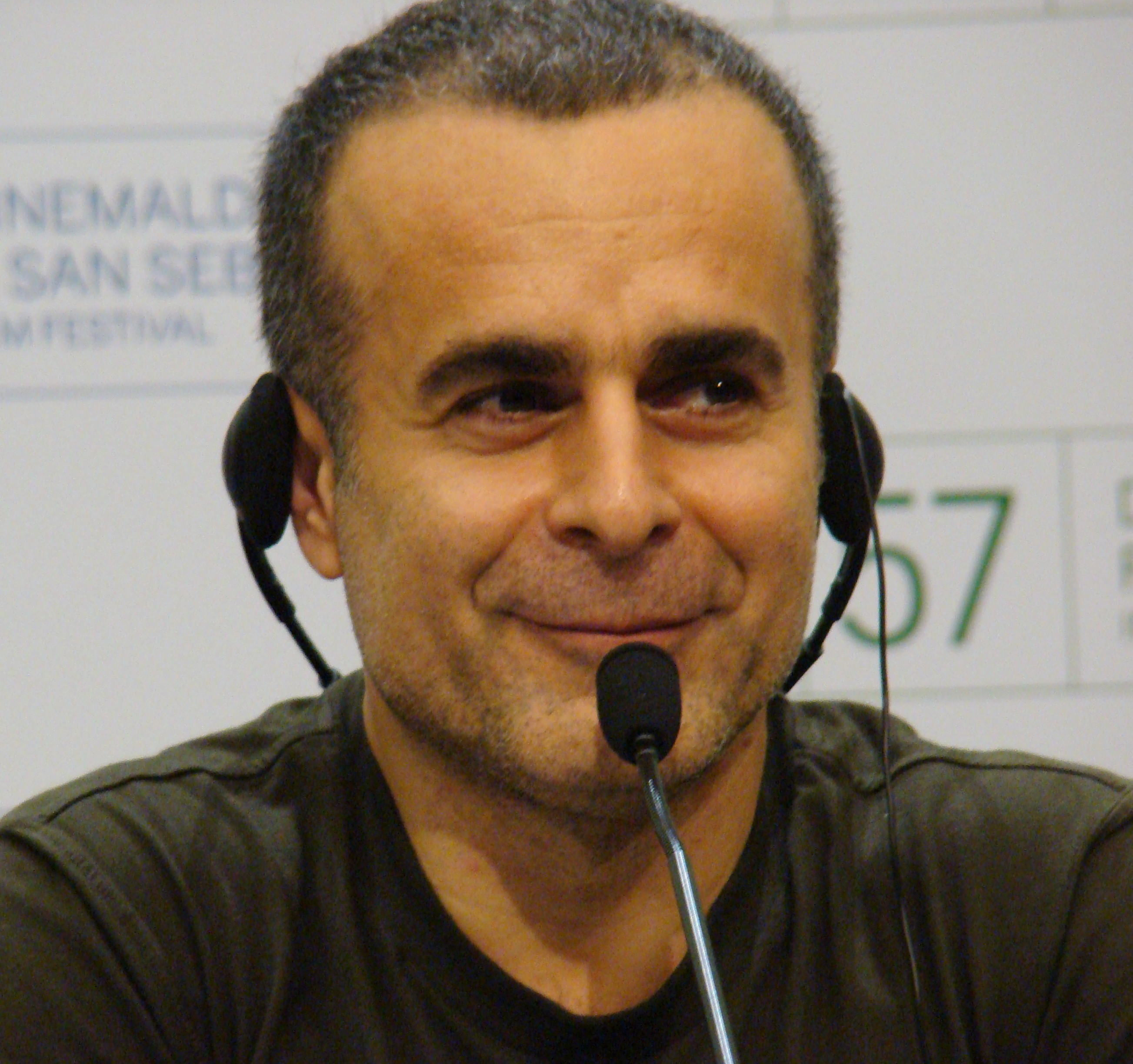
Dwukrotnie nagrodzony reżyser Bahman Ghobadi.

Złota Kamera za najlepszy debiut reżyserski
- Samson i Dalila, reż. Warwick Thornton
  - Wyróżnienie:  Ajami, reż. Scandar Copti i Jaron Szani

Nagroda Główna w sekcji „Międzynarodowy Tydzień Krytyki”
- Żegnaj, Gary, reż. Nassim Amaouche

Nagroda Główna w sekcji "Quinzaine des Réalisateurs" – CICAE Award
- Zabiłem moją matkę, reż. Xavier Dolan

Nagroda FIPRESCI
- Konkurs główny:  Biała wstążka, reż. Michael Haneke
- Sekcja „Un Certain Regard”:  Policjant, przymiotnik, reż. Corneliu Porumboiu
- Sekcja "Quinzaine des Réalisateurs":  Amreeka, reż. Cherien Dabis

Nagroda Jury Ekumenicznego
- Szukając Erica, reż. Ken Loach
  - Wyróżnienie:  Biała wstążka, reż. Michael Haneke

Nagroda Vulcan dla artysty technicznego
- Aitor Berenguer za dźwięk do filmu Mapa dźwięków Tokio

Nagroda Młodych
- Kieł, reż. Jorgos Lantimos

Nagroda im. François Chalais dla filmu propagującego znaczenie dziennikarstwa
- Nikt nie rozumie perskich kotów, reż. Bahman Ghobadi

Nagroda Palm Dog dla najlepszego psiego występu na festiwalu
- Odlot, reż. Pete Docter